# Goldene Auguste
Die Goldene Auguste ist eine Auszeichnung, die seit 2009 alle drei Jahre vom Verein Mörderische Schwestern vergeben wird. Der undotierte Preis wird Menschen verliehen, die sich um Kriminalliteratur von Frauen verdient gemacht haben. Benannt ist der Preis nach der österreichischen Schriftstellerin Auguste Groner, der ersten Krimiautorin, die zu Beginn des 20. Jahrhunderts einen Serienpolizisten einführte. Die Preisskulptur wurde von der österreichischen Autorin und Vergolderin Elisabeth Schweighofer gestaltet.
| Bisherige Preisträgerinnen | Bisherige Preisträgerinnen | Bisherige Preisträgerinnen         |
| -------------------------- | -------------------------- | ---------------------------------- |
| 2009                       | Else Laudan                | Verlegerin, Übersetzerin, Lektorin |
| 2012                       | Almuth Heuner              | Schriftstellerin, Übersetzerin     |
| 2015                       | Nina George                | Schriftstellerin, Journalistin     |
| 2018                       | Zoë Beck                   | Schriftstellerin, Verlegerin       |
| 2021                       | Sandra Uschtrin            | Autorin, Verlegerin                |